# Latiblattella dilatata
Latiblattella dilatata är en kackerlacksart som först beskrevs av Henri Saussure 1868.  Latiblattella dilatata ingår i släktet Latiblattella och familjen småkackerlackor. Inga underarter finns listade i Catalogue of Life.